# Левицки, Карой
Карой Левицки (венг. Károly Levitzky; 1 мая 1885, Доргош, Арад — 23 августа 1978, Будапешт) — венгерский гребец, бронзовый призёр летних Олимпийских игр 1908, участник Игр 1912 года.
На Играх 1908 года в Лондоне Левицки участвовал в соревновании одиночек. Он выиграл четвертьфинал, но проиграл в следующем раунде британцу Александру Маккаллоху и занял третье место, получив бронзовую медаль.